# Курносов, Михаил Иванович
Михаил Иванович Курносов (1924 год, село Колбаны — 1989 год) — оператор Бийского сахарного завода Министерства пищевой промышленности РСФСР, Алтайский край. Герой Социалистического Труда (1971).

## Биография
Родился в 1924 году в крестьянской семье в селе Колбаны (сегодня — Советский район Алтайского края). С 1941 года трудился на Бийском сахарном заводе. В 1941 году призван на службу в Красную Армию. В 1950 году демобилизовался и возвратился в Бийск, где продолжил работать на сахарном заводе. Постоянно повышал свою рабочую квалификацию, освоив профессии слесаря по ремонту технологического оборудования и оператора диффузии.
Ежегодно перевыполнял производственный план. Указом Президиума Верховного Совета СССР от 26 апреля 1971 года за выдающиеся успехи, достигнутые в выполнении заданий пятилетнего плана по развитию пищевой промышленности удостоен звания Героя Социалистического Труда с вручением ордена Ленина и золотой медали «Серп и Молот».
Скончался в 1989 году.

## Награды
- Герой Социалистического Труда — указом Президиума Верховного Совета СССР от 26 апреля 1971 года
- Орден Ленина — дважды